# Trenton Lee Stewart
Trenton Lee Stewart (Hot Springs, Arkansas, Estados Unidos, 27 de mayo de 1970) es un escritor estadounidense conocido por la serie de novelas juveniles La misteriosa sociedad Benedict. Stewart se graduó en el Hendrix College y en el Taller de Escritores de Iowa.

## Biografía
Nacido en Arkansas, estudió en la universidad local de Hendrix, obteniendo una maestría en literatura creativa en el Taller de Escritores de Iowa. Después de pasar por la Universidad Miami de Ohio, volvió a Arkansas en 2006.
En estos años publica sus primeras novelas: Flood Summer en 2005 y The Mysterious Benedict Society en 2007, esta última permaneció en la lista de los más vendidos del The New York Times durante más de un año. Entre 2008 y 2012 dio continuidad a la exitosa serie de la Sociedad Benedict, con dos obras más y una precuela. En 2021 estos libros fueron llevados a la televisión, siendo adaptados en la serie de Disney+ La misteriosa sociedad Benedict.
En 2016 vio el lanzamiento de The Secret Keepers, una novela independiente para lectores jóvenes que también fue un éxito de ventas.

## Obras
- Flood Summer: A Novel (2005)
- The Mysterious Benedict Society. (2007)
- The Mysterious Benedict Society and the Perilous Journey (2008)
- The Mysterious Benedict Society and the Prisoner's Dilemma (2009)
- The Mysterious Benedict Society: Mr. Benedict's Book of Perplexing Puzzles, Elusive Enigmas, and Curious Conundrums (2011)
- The Extraordinary Education of Nicholas Benedict (2012)
- The Secret Keepers (2016)
- The Mysterious Benedict Society and the Riddle of Ages (2019)
- Secret Keepers Zeit der Späher (2019)